# Franz Schott
Pour les articles homonymes, voir Schott.
Franz Philipp Schott (né le 30 juillet 1811 à Mayence; mort le 8 mai 1874 à Milan) un éditeur de musique allemand.

## Biographie
Petit-fils de Bernhard Schott, Schott a été propriétaire de la maison Schott. Il a établi une solide coopération avec Richard Wagner en 1858. Il est bourgmestre de Mayence de janvier 1865 à janvier 1871.
Après le mort de Franz Schott en mai 1874 à Milan, la maison d'édition de musique est passée à la famille Strecker. Il est enterré au cimetière principal de Mayence.